# Варатичи (Валча)
Варатичи (рум. Văratici) насеље је у Румунији у округу Валча у општини Костешти. Oпштина се налази на надморској висини од 529 m.

## Становништво
Према подацима из 2002. године у насељу је живело 467 становника, од којих су сви румунске националности.